# Бойко, Константин Петрович
Константин Петрович Бойко (18 марта 1913, городок Ногайск Таврической губернии, теперь город Приморск Запорожской области — 5 апреля 2000, город Киев) — советский государственный деятель, управляющий делами Совета Министров УССР, председатель Львовского горисполкома. Член ЦК КПУ в 1976—1990 г. Депутат Верховного Совета УССР 7-11-го созывов.

## Биография
Родился в крестьянской семье. Окончил Ногайську школу, стал членом ЛКСМУ. С 1929 года — секретарь комитета комсомола колхоза «Незаможник» (Ногайск).
В 1930—1931 г. — слушатель курсов при ЦК ЛКСМУ. В 1931—1932 г. — заведующий культурно-пропагандистского отдела Амвросиевского районного комитета ЛКСМУ Донецкой области. В 1932—1933 г. — на ответственной работе в Макеевском городском комитете ЛКСМУ.
В 1933—1934 г. — инструктор, заведующий организационным отделом Лисичанского районного исполнительного комитета Донецкой области. В 1934—1938 г. — председатель исполнительного комитета Пролетарского[уточнить] городского совета депутатов трудящихся Донецкой области.
В июле 1938—1942 г. — секретарь исполнительного комитета Ворошиловградского областного совета депутатов трудящихся.
В 1939 году вступил в ВКП(б).
В 1942—1943 г. — заведующий Карагандинским областным отделом коммунального хозяйства (Казахская ССР). В 1943 — уполномоченный Военных советов Южного и Северо-Кавказского фронтов; заместитель заведующего отделом Ворошиловградского областного комитета КП(б)У.
В 1943 — апреле 1944 г. — секретарь исполнительного комитета Ворошиловградского областного совета депутатов трудящихся. В апреле — декабре 1944 г. — заместитель председателя исполнительного комитета Ворошиловградского областного совета депутатов трудящихся.
В декабре 1944—1948 г. — 1-й заместитель председателя исполнительного комитета Львовского областного совета депутатов трудящихся.
В 1948—1951 г. — обучение в Высшей партийной школе при ЦК ВКП(б) в Москве.
В 1951—1956 г. — председатель исполнительного комитета Львовского городского совета депутатов трудящихся.
В 1956 — мае 1959 г. — 1-й заместитель председателя исполнительного комитета Львовского областного совета депутатов трудящихся.
4 мая 1959 — 23 ноября 1988 г. — управляющий делами Совета Министров УССР.
С ноября 1988 г. — на пенсии. В 1988—1991 г. — советник Совета Министров УССР.
Скончался 5 апреля 2000 года. Похоронен на Байковом кладбище Киева.

## Награды
- ордена
- медали
- заслуженный экономист Украинской ССР